# Централно гръцко училище (Пловдив)
Централно гръцко училище e първото училище[източник? (Поискан днес)] в град Пловдив. То се е помещавало в сгради на  или около Джамбаз тепе.

## История
Сградата на гръцкото училище в Пловдив е първата сграда в града, строена специално за учебно заведение. Тя е издигната през 1780 г. на Джамбаз тепе. Преди това децата се учели да пишат и четат в преддверията на църквите, или по къщите на даскалите. В първата половина на XIX в. Централното гръцко училище („Eлиники Кентрики Схоли“) е било общоградско заведение за Пловдив и в него се обучавали както гръцки, така и български момчета. Години наред фондът за издръжка на училището бил управляван от фамилията Чалъкови. През втората половина на ХIХ в. българите образували своя църковни община, основали български училища и се отделили от гърците. Сградата е известна още като къщата на Саръ Ставри или „Бункера“.
Близо до училището през 60-те години на ХIХ в. е било изградено и Главно гръцко девическо училище. Средствата за изграждането му били осигурени от Сариставрос Козма. През 1874 г. e открито и Зарифово училище – пълна гимназия и учителски институт, което носи името на банкера Георгий Зарифис – дарител на значителни суми за развитието му.
През 1881 г. гръцките училища в Пловдив са синхронизирали учебния си план с училищата в Гърция, а от 1885 г. са издадени сертификати, идентични на средните училища в Гърция. През 1900 г. била издигната представителната сграда на училището „Григорий Маразли“. В новата триетажна постройка се нанесло мъжкото Зарифово училище, а старата сграда на Централното гръцко училище била заета от възпитаничките на Централното девическо училище.
След антигръцкото движение през лятото на 1906 г. Централно гръцко училище е затворено. Няколко години по-късно то е преустроено и на променената вече безлична фасада се появява надпис „Столарско училище“ – за обучение по производство на мебели. След 1925 г. сградата се превръща в тютюнев склад. След това е ползвана и като общежитие. През 1979 година Градският народен съвет решава да я обнови, за да стане ресторант и винарна.

## Директори
- Първи директор на училището е йеромонах Антим.
- През 1790 г. го е наследил иконом Константин.
- От 1828 г. директор е хаджи Йоанис от Сливен.
- Власиос Скорделис (1863-1868)

## Възпитаници
- Найден Геров
- Йоаким Груев
- Стоян Чомаков
- Димитър Кавра
- Сотир Антониади
- Христос Цигиридис
- Козма Апостолидис